# Ævar Ingi Jóhannesson
Ævar Ingi Jóhannesson, né le 31 janvier 1995 à Akureyri, est un footballeur international islandais. Il évolue au poste d'ailier droit au club d'Ungmennafélagið Stjarnan.

## Carrière

### En club
Ævar Ingi Jóhannesson rejoint le club d'Ungmennafélagið Stjarnan pour la saison 2016.

### En sélection
Il honore sa première sélection le 31 janvier 2016 lors d'un match amical contre les États-Unis.

## Statistiques
| Saison                | Club                     | Championnat           | Championnat | Championnat | Coupe(s) nationale(s) | Coupe(s) nationale(s) | Islande | Islande | Total | Total |
| Saison                | Club                     | Division              | M.          | B.          | M.                    | B.                    | M.      | B.      | M.    | B.    |
| 2011                  | KA Akureyri              | 1. deild karla        | 2           | 0           | 0                     | 0                     | -       | -       | 2     | 0     |
| 2012                  | KA Akureyri              | 1. deild karla        | 17          | 3           | 2                     | 0                     | -       | -       | 19    | 3     |
| 2013                  | KA Akureyri              | 1. deild karla        | 17          | 4           | 1                     | 0                     | -       | -       | 18    | 4     |
| 2014                  | KA Akureyri              | 1. deild karla        | 21          | 6           | 1                     | 3                     | -       | -       | 22    | 9     |
| 2015                  | KA Akureyri              | 1. deild karla        | 19          | 9           | 4                     | 3                     | -       | -       | 23    | 12    |
| Sous-total            | Sous-total               | Sous-total            | 76          | 22          | 8                     | 6                     | -       | -       | 84    | 28    |
| 2016                  | Ungmennafélagið Stjarnan | Úrvalsdeild           | 16          | 1           | 2                     | 0                     | 1       | 0       | 19    | 1     |
| Sous-total            | Sous-total               | Sous-total            | 16          | 1           | 2                     | 0                     | 1       | 0       | 19    | 1     |
| Total sur la carrière | Total sur la carrière    | Total sur la carrière | 92          | 23          | 10                    | 6                     | 1       | 0       | 103   | 29    |